# Larry Mikan
George Lawrence "Larry" Mikan III (St. Louis Park, Minnesota, 8 de abril de 1948), es un exjugador de baloncesto estadounidense que disputó una temporada en la NBA. Con 2,01 metros de estatura, jugaba en la posición de ala-pívot. Es hijo del también exprofesional George Mikan y sobrino de Ed Mikan.

## Trayectoria deportiva

### Universidad
Jugó durante tres temporadas con los Golden Gophers de la Universidad de Minnesota, en las que promedió 14,0 puntos y 10,2 rebotes por partido. Tiene el récord de su universidad de más tiros libres anotados en un partido, con los 17 logrados ante Purdue Boilermakers en 1969. En su último año fue incluido en el segundo mejor quinteto de la Big Ten Conference.

### Profesional
Fue elegido en la sexagésimo cuarta posición del Draft de la NBA de 1970 por Los Angeles Lakers, y también por los Denver Rockets en la sexta ronda del draft de la ABA, firmando por dos temporadas por los Lakers, aunque fue despedido sin llegar a debutar antes del comienzo de la competición, fichando entonces como agente libre por los Cleveland Cavaliers.
En los Cavs jugó una temporada como suplente, en la que promedió 3,0 puntos y 2,6 rebotes por partido.

## Estadísticas de su carrera en la NBA

### Temporada regular
| Temporada | Edad | Equipo              | Liga | P  | TIT | MIN  | TC  | TCA | %TC  | 3P | 3PA | %3P | TL  | TLA | %TL  | R.OF. | R.DEF. | REB | ASIS | ROB | TAP | PER | FP  | PTS |
| 1970-71   | 22   | Cleveland Cavaliers | NBA  | 53 |     | 10.1 | 1.2 | 3.5 | .333 |    |     |     | 0.6 | 1.0 | .618 |       |        | 2.6 | 0.8  |     |     |     | 1.1 | 3.0 |
| Total     |      |                     | NBA  | 53 |     | 10.1 | 1.2 | 3.5 | .333 |    |     |     | 0.6 | 1.0 | .618 |       |        | 2.6 | 0.8  |     |     |     | 1.1 | 3.0 |